# Ike Cialona
Ike Cialona-Janszen (ook bekend als Ike Janszen) (Amsterdam, 2 februari 1935 - aldaar, 11 april 2025) was literair vertaalster Italiaans-Nederlands.
Ze studeerde Italiaanse taal- en letterkunde aan de toenmalige Gemeentelijke Universiteit van Amsterdam. Hier behaalde ze het staatsdiploma tolk-vertaalster voor de Italiaanse taal. Na haar studie werkte Cialona jarenlang als vertaalster en tolk. Vanaf 1991 wijdde ze zich alleen nog aan het vertalen van literatuur, met name poëzie uit het Italiaans en het Engels. Voor haar oeuvre ontving ze in 2006 de Vertaalprijs van het Fonds voor de Letteren. Ze zat ook enige tijd in de redactie van het literair tijdschrift De Tweede Ronde.
Ike Cialona overleed op 90-jarige leeftijd.

## Persoonlijk
Ze huwde in 1956 met Benito Eduardo Cialona. Hun dochter Roos trouwde met Robert ten Brink.

## Literaire vertalingen
- Mario Praz, De Mythe van Romantisch Spanje, Nijgh & Van Ditmar 1992
- Umberto Saba, Serene wanhoop, (21 gedichten), Bas Lubberhuizen 1995
- Ludovico Ariosto, Orlando Furioso, Athenaeum – Polak & Van Gennep 1998
- Francesco Petrarca, Sonnetten voor Laura, (20 sonnetten), Bert Bakker 1998
- Dante Alighieri, De goddelijke komedie, (samen met Peter Verstegen), Athenaeum – Polak & Van Gennep 2000
- Dante Alighieri, Mijn vrouwe draagt de liefde in haar ogen, (24 gedichten), Bert Bakker 2001
- Giovanni Boccaccio, Het leven van Dante, Athenaeum – Polak & Van Gennep 2002
- Gabriele d'Annunzio, Ik schrijf een liefdeslied voor jou alleen, Bert Bakker 2002
- Dante Gabriel Rossetti, Sonnetten, Athenaeum – Polak & Van Gennep 2004
- Francesco Colonna, De droom van Poliphilus (Hypnerotomachia Poliphili), Athenaeum – Polak & Van Gennep 2006
- Lord Byron, De omzwervingen van jonker Harold (Childe Harold's Pilgrimage), Athenaeum – Polak & Van Gennep 2009
- Lord Byron, Don Juan, Athenaeum – Polak & Van Gennep 2013
- Bartolomeo Scappi, Koken voor kardinalen (Opera dell'arte del cucinare), Athenaeum 2015

- Digitale Bibliotheek voor de Nederlandse Letteren: cial001
- Gemeinsame Normdatei: 127182330
- International Standard Name Identifier: 0000 0000 7871 1997
- Library of Congress Control Number: nb2006009733
- Nederlandse Thesaurus van Auteursnamen: 071454039
- Virtual International Authority File: 55161675
- WorldCat: E39PCjKXm7tKvpTwCpGhmPMjcq